# 마포장
마포장(馬浦莊)은  일제시대에는 다나카 다케오(田中武雄) 정무총감(총독부의 2인자. 국무총리 격)의 여름별장이 있었다.   이승만이 돈암장에서  퇴거한후  이곳에 일시 거주하면서 마포장(麻浦莊)이라는 이름을 얻게되었다.

## 이승만과 마포장
1946년부터 1947년까지 이승만과 프란체스카 도너 내외가 거주하였다.
이승만의 비서 윤치영이 주선하여 마련하였으며 1946년 이승만 내외가 돈암장을 나온 직후부터 승려 출신 정치인 백성욱이 자신의 처남을 통해 이화장을 주선해 주기 전까지 마포장에서 거주하였다. 마포장은 햇볕이 들지 않고 비가 오고 축축한 곳이라 하여 이승만은 불만이었다 하며 직접 집수리까지 했다고 한다.
마포장 시절은 해방 후 이승만의 정치 역정 속에서 가장 힘들던 시절이었다. 미 군정의 견제 속에서 사실상 유폐나 다름없이 지냈다. 지지자들도 많이 떨어져 나갔다.  마포장에서의 암살의 위기까지 겪으면서 이승만 내외는 이화장으로 옮겼다.
지금, 용산구 청암동 마포장 자리에는 양식당이 들어섰다.

## 같이 보기
- 돈암장
- 이화장
- 삼청장
- 경교장
- 전동장
- 안동장
- 낙산장
- 침산장
- 혜화장